# Vector nulo
En álgebra lineal, un vector nulo o vector cero se refiere a un vector que posee módulo (o extensión) nulo. Se representa como {\displaystyle {\vec {0}}} o {\displaystyle \mathbf {0} }.
En un espacio euclídeo, el vector nulo es el vector con todas sus componentes nulas; es decir, si el espacio es un "espacio euclídeo n-dimensional" (denotado {\displaystyle \ E^{n}}), {\displaystyle \mathbf {0} } tiene sus n componentes nulas y se puede representar como (0, 0,..., 0) en cualquier base generadora del mencionado espacio. Su representación gráfica es un punto, una entidad sin dimensiones. El vector nulo tiene módulo cero y cualquier dirección (o ninguna) porque, por definición, es ortogonal a cualquier otro vector de su espacio. Esto también puede llevar a que el vector nulo no sea considerado un vector.

## Propiedades en álgebra lineal
- El vector nulo es el elemento neutro de su espacio vectorial para la operación interna de la suma de vectores, pues cumple (siendo {\displaystyle \mathbf {v} } cualquier vector del espacio vectorial) que:

{\displaystyle \mathbf {v} +\mathbf {0} =\mathbf {0} +\mathbf {v} =\mathbf {v} }
- El vector cero es un caso especial de tensor cero. Es el resultado del producto escalar por el número 0.

- La preimagen del vector cero bajo una transformación lineal f se denomina núcleo o espacio nulo.

- Un espacio cero es un subespacio vectorial cuyo único elemento es el vector cero.